# Kuummiut
Kuummiut (o Kûngmiut) è un piccolo villaggio di 500 abitanti nella Groenlandia, fondato nel 1915; si trova nel comune di Sermersooq. È sulle coste fra lo Stretto di Danimarca e l'Oceano Atlantico, nella Terra di Re Cristiano IX; altre città nelle vicinanze sono Tasiilaq e Kulusuk.